# The Kiss (film 1915)
The Kiss è un cortometraggio muto del 1915. Il nome del regista non viene riportato nei credit del film che, distribuito dalla General Film Company, uscì sul mercato USA nell'agosto 1915.

## Produzione
Il film fu prodotto dalla Essanay Film Manufacturing Company.

## Distribuzione
Distribuito dalla General Film Company, il film - un cortometraggio di una bobina - uscì nelle sale cinematografiche USA il 2 agosto 1915.